# Marthinius Skøien
Marthinius Skøien (1849, Gran, Hadeland – 3. března 1916, Vestre Aker) byl norský fotograf.

## Životopis
Skøien odcestoval do Christianie, aby tam studoval fotografii. Fotografoval v Christianii a často měnil adresu svého podnikání. Dlouhou dobu byl také v Lofthus v Hardangeru. V roce 1896 koupil nemovitost v Adamstuenu v Ullevålsveien a místo nazval „Skøienlund“. Ve Skøienlundu postavil velké studio a sám zde prováděl veškeré tiskařské práce. Skøien získával ceny na výstavách doma i v zahraničí. Nafotografoval sérii krajinných obrazů a nabízel nejméně 234 předmětů prodávaných prostřednictvím knihkupectví a určených pro turisty. Společnost Skøien jako první zřídila v Norsku závod na tisk pohlednic. Střídavě fotografoval v Christianii a Lofthusu, existují datované obrázky z Lofthusu z roku 1883. Rovněž získal velkoformátové negativy B. Schrödera z Lofthusu. V roce 1971 negativy zachránil Josef Lutre, který je našel u Skøenova obuvníka a nechal je umístit do lidového muzea v Utne v okrsku Hardanger. Nejmladší dcera Joron Margaretha žila v Adamstuenu jako vdaná žena. Postarala se o veškeré Skøienovo vybavení a všechny skleněné desky. V roce 1955 dala negativy národnímu antikvariátu a samotné fotografické vybavení Norskému lidovému muzeu. Marthinius Skøien je také zastoupen ve sbírce obrazů v Norském námořním muzeu a Národní knihovně.

## Galerie

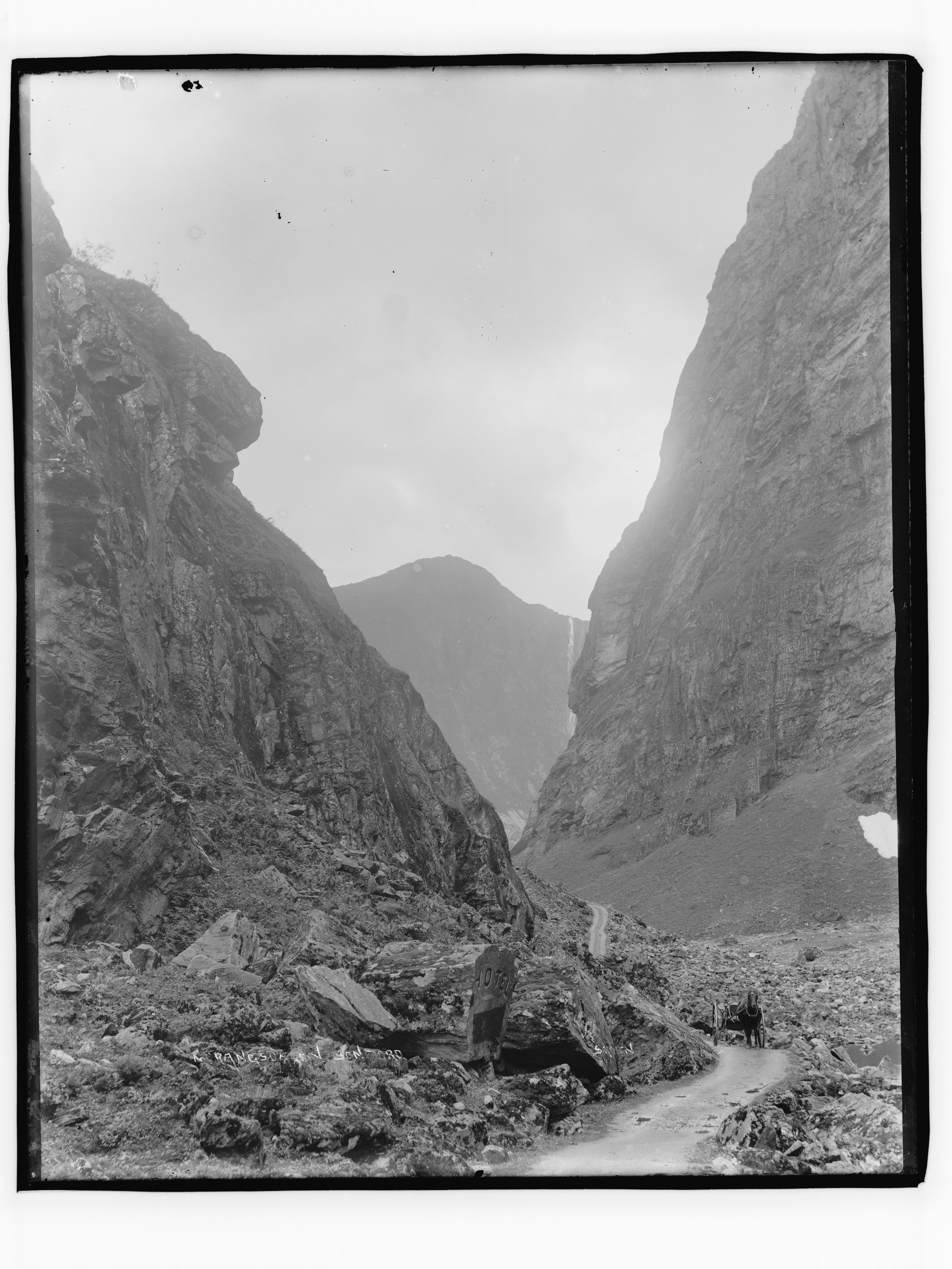
Údolí Norangsdalen, 1880–1910
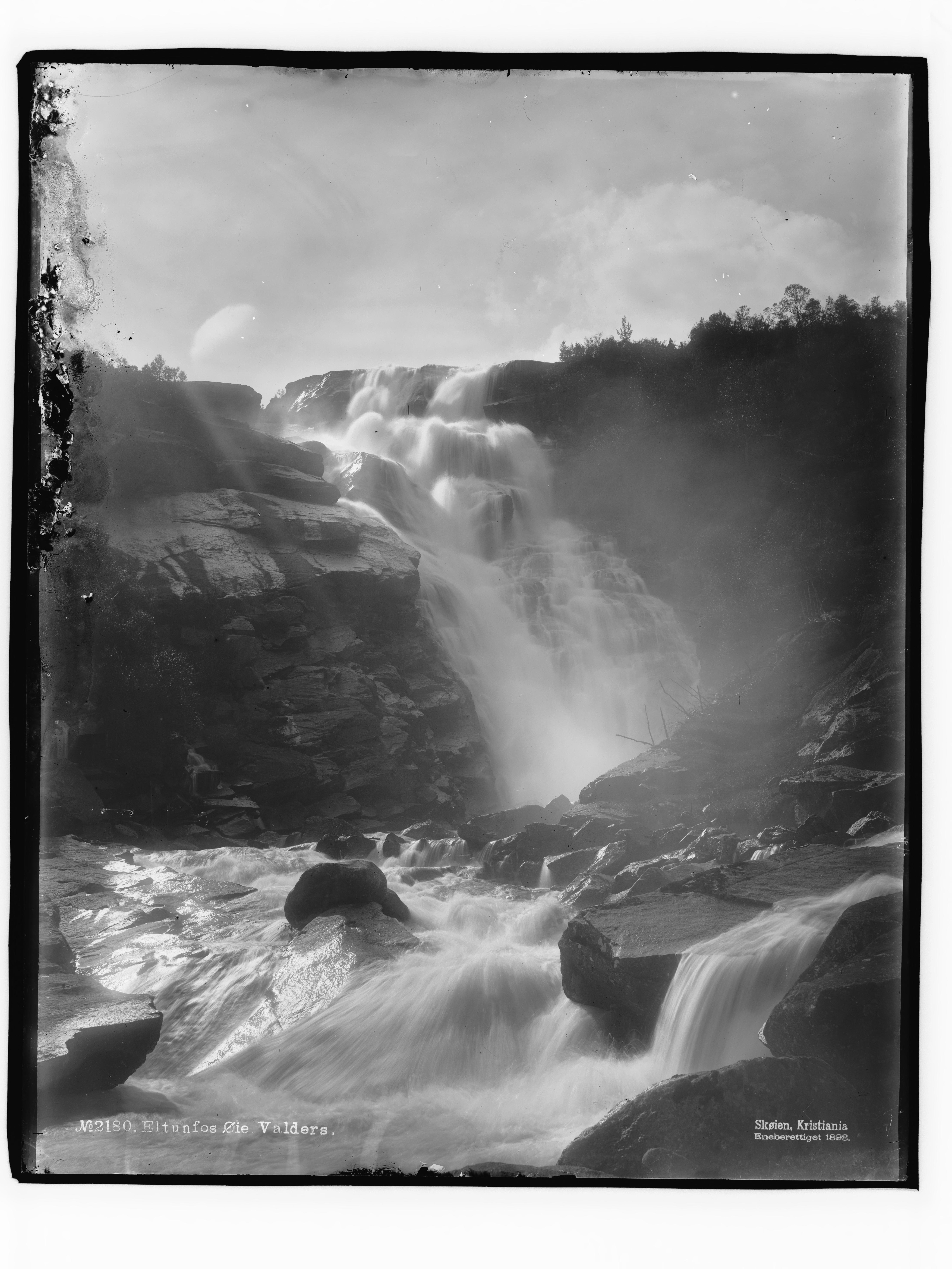
Eltunfos Øie. Valders
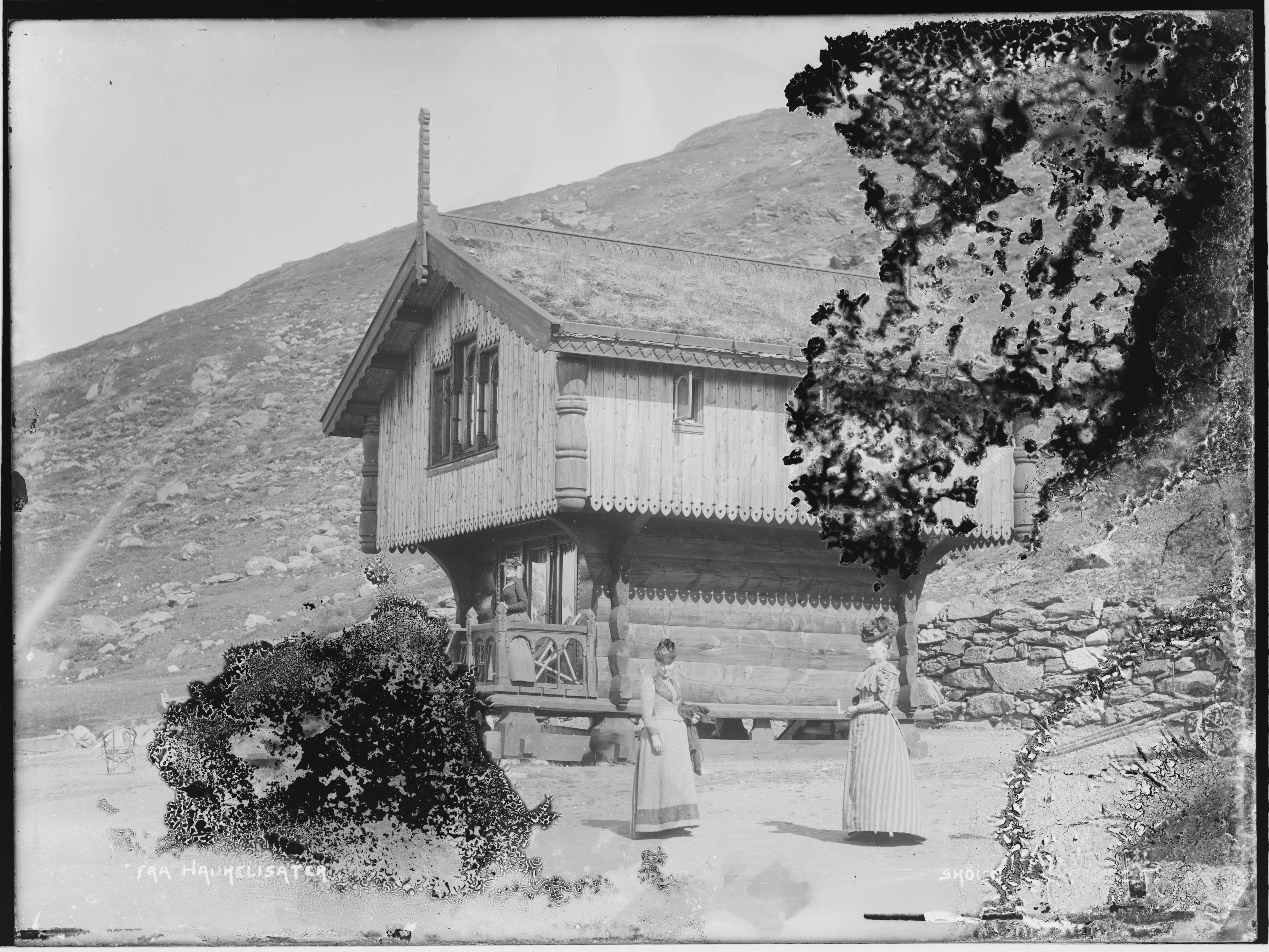
Pohlednice z Haukelisateru
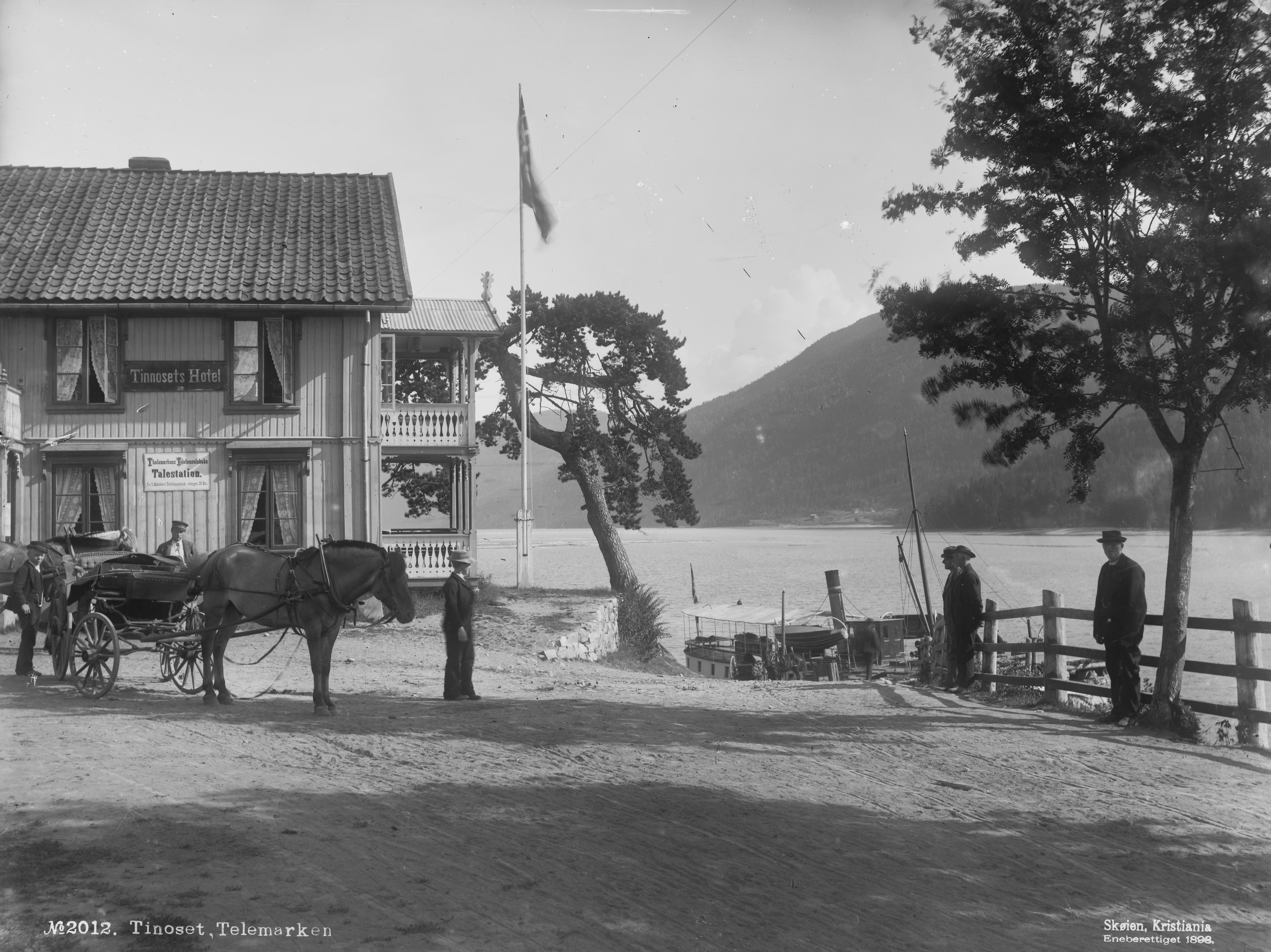
Tinoset, Telemarken, 1880–1898
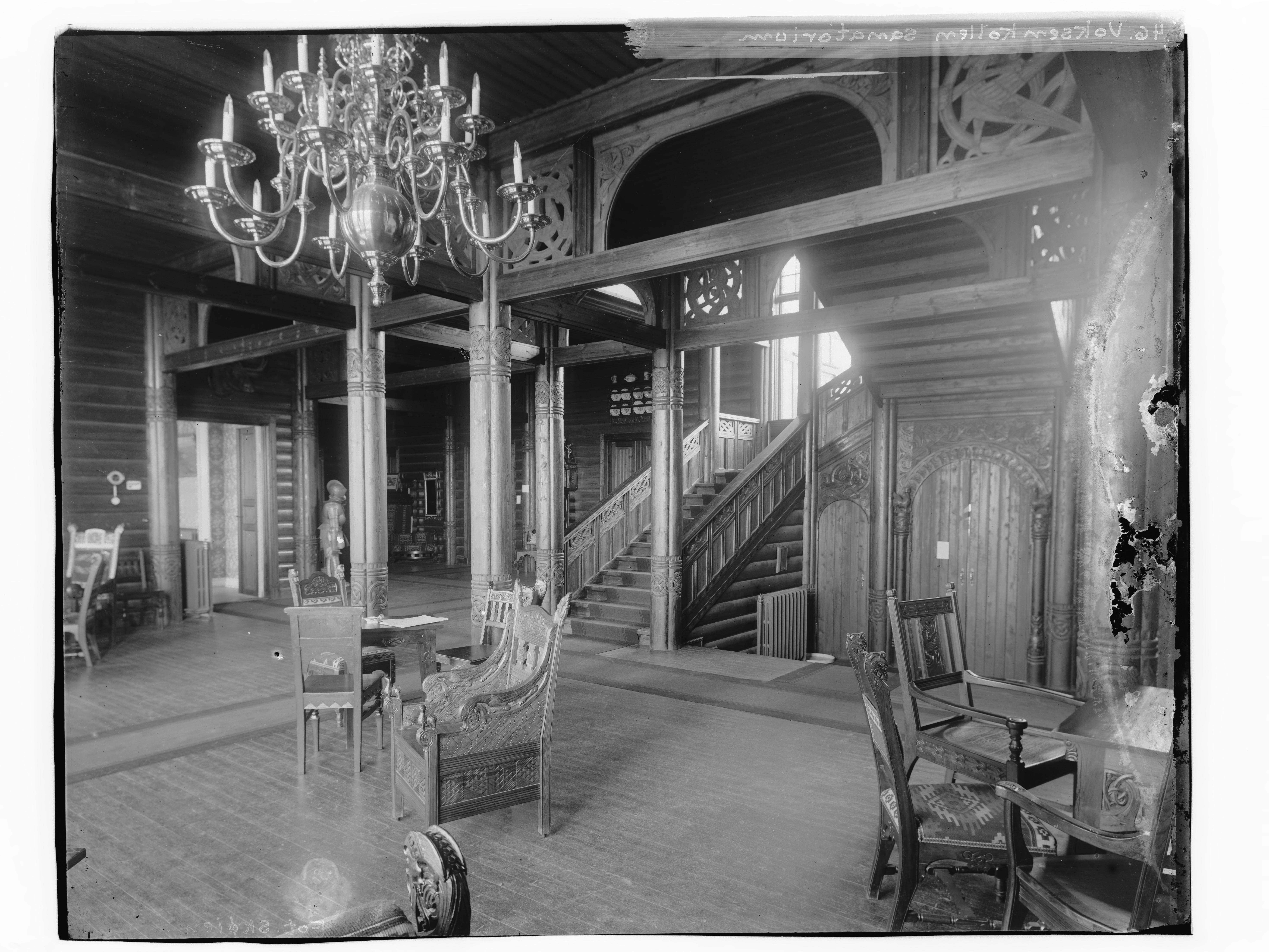
V. Aker. sanatorium Voksenkollen, interiér